# Esteban Suárez
Sebastián Andrés Suárez (* 27. Juni 1975 in Avilés) ist ein ehemaliger spanischer Fußballspieler.
In seiner langen Karriere durfte Esteban Suárez sich zunächst bei Real Oviedo, dann bei Atlético Madrid und später beim FC Sevilla als Stammtorhüter und Leistungsträger auszeichnen, ehe er bei Celta Vigo in José Manuel Pinto einen zu starken Rivalen fand. Dennoch zeigt er auch bei den Galiciern stets gute Leistungen, wenn er spielen durfte, so zum Beispiel auch in allen UEFA-Cup-Begegnungen seines Teams in der Saison 2006/07. Nach einer Schwächephase von Pinto zu Beginn der Spielzeit 2007/08 wurde Suárez Stammtorhüter in Vigo, wodurch er sich für einen Wechsel zum Erstligisten UD Almería empfehlen konnte, der im Sommer 2008 erfolgte. Nach sechs Jahren in Almería, in denen er auf 140 Ligaspiele kam, wechselte der Torhüter im Sommer 2014 zu Real Oviedo.